# Rebeka Anić
Jadranka Rebeka Anić (1960.), redovnica franjevka Provincije Presvetog Srca Isusova u Splitu, doktorica katoličke teologije i znanstvena savjetnica u Institutu društvenih znanosti Ivo Pilar - Područni centar Split. 

## Životopis
Rođena 1960. godine, Jadranka Rebeka Anić već 1979. godine ulazi u samostan unatoč snažnom otporu roditelja. Prvotna želja i ljubav je bilo slikarstvo te je htjela krenuti na likovnu akademiju u Zagrebu, ali se ipak posvetila studiju teologije. Tu želju osjetila je još u osnovnoj školi. U 2001. godini promovirala je na Katoličkom teološkom fakultetu u Beču kod uglednog pastoralnog teologa Paul Zulehnera. Tema doktorske disertacije je uloga žene u Katoličkoj Crkvi u Hrvatskoj tijekom 20. stoljeća. 
Više godina predavala je na Sveučilištu u Sarajevu u sklopu predmeta Religija i rod magistarskog programa Religijskih studija i na Rodnim studijima. Kao vanjska suradnica radila je na Odjelu za sociologiju Sveučilišta u Zadru, predavala na teološkom fakultetu Matija Vlačić Ilirik u Zagrebu te na Katoličkom bogoslovnom fakultetu Sveučilišta u Splitu.  Sudjelovala je na nekoliko međunarodnih i domaćih projekata te vodila dva projekta Franjevačkog instituta za kulturu mira. Članica je triju međunarodnih i dviju domaćih udruga, te članica upravnog odbora Europskog društva žena u teološkom istraživanju (ESWTR) i dopredsjednica Hrvatske sekcije ESWTR-a.
Jadranka Rebeka Anić se bavi rodnim teorijama, biblijskom i teološkom antropologijom pod rodnim vidom te položajem žene u Crkvi i društvu. Buru je izazvala i kao jedna od autorica i inicijatorica zbornika "Nasilje nad ženama" istraživši, među ostalim, "koliko žene žrtve nasilja u obitelji često od župnika dobivaju savjete da izdrže još malo, čime se nepravedno religiozno opravdava patnja koja nema smisla". Zbog feminističkih teza kao i knjige Kako razumjeti rod?, jedan od profesora na teološkom fakultetu u Splitu zatražio je zabranu dociranja. Znanstveno povjerenstvo Sveučilišta u Splitu zaključilo je kako njezin rad ne sadrži nikakve dogmatske i moralne zablude. 
Trenutno radi kao znanstvena savjetnica u Institutu društvenih znanosti Ivo Pilar - Područni centar Split. 
Krajem 2018. godine objavila je knjigu Marija Magdalena: Od Isusove učenice do filmske bludnice zajedno s Irenom Sever Globan. U knjizi zastupa stav kako "Marija Magdalena nije bludnica nego Isusova najbolja učenica i apostolica".